# 2002 في السويد
الأحداث عام 2002 في السويد.

## الحكم
- الملك - كارل السادس عشر غوستاف
- رئيس وزراء - جوران بيرسون

## الأحـداث
- 21 كانون الثاني: جريمة الشرف قتل فديم شاهيندال.[1]

## الوفيات

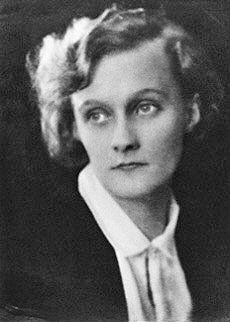
أستريد ليندغرين

28 يناير - أستريد ليندغرين, كاتب أطفال (مواليد 1907).
29 أبريل - سوني أندرسون, لاعب كرة قدم (مواليد 1921).
6 نوفمبر - فولك فرولين, راكب خيل (مواليد 1908).